# Pierre-Joseph Briot
Pour les articles homonymes, voir Briot.
Pierre-Joseph Briot (17 avril 1771 à Orchamps-Vennes - 18 mars 1827 à Auteuil) est un révolutionnaire français et un personnage politique important. Il est  membre de la franc-maçonnerie de Besançon et aussi membre des Bons cousins charbonniers du rite du Grand Alexandre de la Confiance. À ce titre, il joue un rôle important dans le carbonarisme italien.

## Homme politique
Pierre-Joseph Briot s'engage sur les valeurs de la Révolution française en devenant volontaire dès 1792. En 1793 à Besançon, il fait la connaissance de Jean-Baptiste Bernard de Vaublanc. Il est journaliste au journal local bisontin La Vedette.
En 1798 il est élu député du Doubs au Conseil des Cinq-Cents et se fait connaître sur ses prises de position en faveur de la République en Italie. Profitant de certaines hautes protections, il est nommé secrétaire général de la préfecture du Doubs à Besançon de 1800 à 1801. Puis, devenant gênant à cause de son activisme politique, il est exilé à l'Île d'Elbe, de 1802 à 1803 en tant que commissaire général du gouvernement.
Après une période où l'on perd sa trace, il réapparaît en Italie, en 1806 en tant qu'intendant de la province des Abruzzes, sous l'autorité de Joseph Bonaparte. En 1807, il est affecté en Calabre et en 1809, il est nommé conseiller d'État de Joachim Murat à Naples. Il en démissionne en 1813.
Il revient en France lors du déclin de l'Empire Napoléonien et à la perte du trône de Naples par Joachim Murat.
En 1817 il devient conseiller secret du ministre de la Police, le duc Decazes jusqu'à sa révocation en juin 1822 quand il est indirectement mis en question dans le procès pour activités carbonaristes des « quatre sergents » de La Rochelle.
Un rapport confidentiel du 20 mai 1825 atteste un tel état de fait :
« Le sieur Briot est un homme très dangereux, et par l’exaspération de ses opinions et par l’influence que sa place le met à même d’exercer. Il n’a cessé depuis longtemps de se livrer à des intrigues révolutionnaires, et en 1822 il avait fait des commis principaux du Phénix autant d’agents d’insurrection. Chacun des inspecteurs de cette compagnie était chargé de répandre dans plusieurs départements qui lui étaient désignés, les doctrines libérales et d’y organiser des ventes de Carbonari.»

## Franc-maçonnerie et société secrète
- Si vous ne connaissez pas le sujet, laissez ce bandeau (vous pouvez alors contacter les auteurs).
- Si vous supprimez le contenu mis en cause (vous pouvez préalablement contacter les auteurs),

argumentez précisément cette suppression dans la page de discussion
(un manque de référence n'est pas un argument ; une recherche réelle de référence doit avoir été effectuée, être formellement documentée).
Pierre-Joseph Briot aurait été initié à la société secrète républicaine des Philadelphes[évasif], composée de nombreux Francs-Comtois pro-républicains[réf. nécessaire].
Lors de son séjour à l'Île d'Elbe il fonde à Portoferraio la loge "Les amis de l'Honneur français"[réf. nécessaire].
De 1804 à 1806, Briot commence à se livrer à certaines activités clandestines et a des contacts avec Philippe Buonarroti, alors exilé à  Sospel, qui préparait discrètement l'élaboration d'une société secrète italienne à des fins révolutionnaires. Il y introduit la Charbonnerie franc-comtoise, sorte d'opposition à la franc-maçonnerie encouragée par Napoléon[réf. nécessaire].
Lors de sa présence en Calabre, il crée un nouveau foyer de charbonnerie et lance la loge "La Concorde" à Lanciano.
En 1810, il s'affilie au Rite de Misraïm des frères Bèdarride auquel il restera fidèle jusqu'à la fin de sa vie. Il y deviendra rapidement "Grand Maître ad vitam 90° degré" dès 1815 et fondera la loge-mère "Arc en Ciel"[réf. nécessaire].
Lors de la campagne d'Italie il développe la charbonnerie au sein de l'armée napolitaine.
Il fut également membre de la loge "La Constellation Napoléon" à Naples[réf. nécessaire].
De retour en France, il intègre la loge maçonnique misraïmique de Besançon "Les Sectateurs de la Vérité" et en sera le représentant à Paris[réf. nécessaire].
Malgré une surveillance policière, Pierre-Joseph Briot sut toujours ne pas prêter le flanc à des attaques directes. Il employa un pseudonyme, M. Saint-Edme, alias Edme Théodore Bourg[réf. nécessaire], pour s'affranchir le plus possible de sa responsabilité d'avoir importé les rituels de Bons Cousins Charbonniers à Naples et faire paraître les thèses carbonaristes en rapport avec l'avancée des idées républicaines et humanistes dans l'Europe du XIXe siècle.
" Néanmoins, malgré ces réserves et toutes ces précautions, Pierre-Joseph Briot semble à tous égards avoir gardé une tendresse particulière pour les thèses du Carbonarisme italien et, en tant que républicain anti-Bourbons déclaré, affirme par l’édition de cet ouvrage sa vocation occulte à dynamiser la Charbonnerie française des années 1820-1823".